# Kim A-lang
Kim A-lang (n. 22 august 1995, Jeonju⁠(d), Coreea de Sud) este o sportivă ce a reprezentat Coreea de Sud, medaliată olimpică. A participat la 2 ediții ale Jocurilor Olimpice (2014, 2018) în care a câștigat două medalii de aur.